# سوسک قهوه‌ای غلات
سوسک قهوه‌ای غلات، سوسک قهوه‌ای گندم یا سوسک قهوه‌ای اروپایی (نام علمی: Amphimallon majale)؛ در گذشته به عنوان Rhizotrogus majalis طبقه‌بندی می‌شد) یک سوسک از تیرهٔ سرگین‌چرخانان (Scarabaeidae) است. این گونه مهاجم که در گذشته تنها در قاره اروپا یافت می‌شد، اکنون در عرض‌های جغرافیایی معتدل در آمریکای شمالی یافت می‌شود. دانه‌های بزرگ و سفید A. majale از ریشه اکثر علف‌های خنک در عرض جغرافیایی، چه وحشی و چه کشت‌شده، تغذیه می‌کنند. این کار باعث شده است که سوسک غلات اروپایی، دشمن چمن‌کاری باشد.